# TigriSat
TigriSat è il primo satellite iracheno.
Il satellite, del tipo CubeSat, è stato lanciato il 19 luglio 2014 dal cosmodromo di Dombarovskij con un razzo vettore Dnepr ed è stato posto in orbita eliosincrona. TigriSat è stato realizzato da un gruppo di studenti iracheni in collaborazione con l'Università degli studi di Roma "La Sapienza", nell'ambito di un accordo di cooperazione con il Ministero della scienza e tecnologia dell'Iraq. 
Il satellite ha a bordo una telecamera RGB per il rilevamento delle tempeste di sabbia sul territorio iracheno; le immagini vengono trasmesse a due stazioni terrestri, una situata a Baghdad e l'altra a Roma. Nel febbraio 2024 il satellite risulta ancora attivo.
Sotto il governo di Saddam Hussein, l'Iraq affermò di avere lanciato il suo primo satellite nel dicembre del 1989 dal territorio iracheno, ma le riprese che sono state recuperate hanno rivelato che il razzo è esploso durante le prime fasi del volo; in ogni caso, gli analisti hanno determinato che era improbabile che si trattasse del tentativo di lancio orbitale di un satellite.